# Carl Lindmark
Carl Viktor Lindmark, född 23 februari 1880 i Byske församling, Västerbottens län, död där 4 januari 1959, var en svensk lantbrukare och riksdagsledamot tillhörande Högerpartiet.
Lindmark var ledamot av riksdagens andra kammare från höstriksdagen 1914 till 1918 för Västerbottens läns norra valkrets och var ledamot av första kammaren för Västerbottens läns och Norrbottens läns valkrets 1931–1938. Han var även landstingsman från 1919. Lindmark återkom till andra kammaren 1945–1947 för Västerbottens läns valkrets.